# Futbol'nyj Klub Terek 2016-2017
Questa voce raccoglie le informazioni riguardanti il Futbol'nyj Klub Terek nelle competizioni ufficiali della stagione 2016-2017.

## Stagione
In Prem'er-Liga si piazzò 5º con 48 punti, 2 in meno del Krasnodar che si qualificò per l'Europa League e a pari punti con il Rostov, superato in classifica per il criterio delle partite vinte (14 contro 13).
In Coppa di Russia arrivò agli ottavi di finale, eliminato per via della sconfitta casalinga contro l'Ufa ai rigori, dopo aver eliminato ai sedicesimi di finale in trasferta il Fakel Voronež, sempre ai rigori.
Fu l'ultimo anno per il club con questa denominazione: dal successivo, infatti, cambiò nome in Achmat. Fu anche l'ultima stagione per l'allenatore Rašid Rachimov, che lasciò il club dopo 4 anni in panchina: a fine campionato fu sostituito da Oleg Kononov.

## Rosa
| N. |                      | Ruolo | Calciatore               |
| -- | -------------------- | ----- | ------------------------ |
| 1  | Russia (bandiera)    | P     | Jaroslav Godzjur         |
| 2  | Brasile (bandiera)   | D     | Rodolfo                  |
| 3  | Venezuela (bandiera) | D     | Norbert Gyömbér          |
| 4  | Venezuela (bandiera) | D     | Wilker Ángel             |
| 5  | Russia (bandiera)    | D     | Zaurbek Pliev            |
| 7  | Russia (bandiera)    | A     | Chalid Kadyrov           |
| 9  | Russia (bandiera)    | A     | Zaur Sadaev              |
| 10 | Romania (bandiera)   | C     | Gheorghe Grozav          |
| 13 | Iran (bandiera)      | D     | Milad Mohammadi          |
| 14 | Russia (bandiera)    | C     | Daler Kuzyaev            |
| 15 | Russia (bandiera)    | D     | Andrej Sergeevič Semënov |
| 16 | Russia (bandiera)    | P     | Evgenij Gorodov          |
| 17 | Senegal (bandiera)   | A     | Ablaye Mbengue           |

| N. |                    | Ruolo | Calciatore              |
| -- | ------------------ | ----- | ----------------------- |
| 18 | Albania (bandiera) | A     | Bekim Balaj             |
| 19 | Russia (bandiera)  | C     | Oleg Ivanov             |
| 20 | Romania (bandiera) | A     | Gabriel Torje           |
| 21 | Albania (bandiera) | C     | Odise Roshi             |
| 22 | Russia (bandiera)  | A     | Reziuan Mirzov          |
| 23 | Uruguay (bandiera) | C     | Facundo Píriz           |
| 27 | Russia (bandiera)  | C     | Magomed Ozdoev          |
| 33 | Russia (bandiera)  | P     | Vitalij Gudiev          |
| 40 | Russia (bandiera)  | D     | Rizvan Uciev (capitano) |
| 55 | Russia (bandiera)  | A     | Igor Lebedenko          |
| 77 | Kosovo (bandiera)  | C     | Bernard Berisha         |
| 95 | Russia (bandiera)  | A     | Magomed Mitrišev        |

## Risultati

### Prem'er-Liga
| Groznyj 31 luglio 2016 1ª giornata | Terek Groznyj | 1 – 0 referto | Kryl'ja Sovetov Samara | Achmat-Arena |

| Krasnodar 8 agosto 2016 2ª giornata | Krasnodar | х – х referto | Terek Groznyj | Stadio Kuban' |

| Groznyj 14 agosto 2016 3ª giornata | Terek Groznyj | 1 – 1 referto | Lokomotiv Mosca | Achmat-Arena |

| Ufa 20 agosto 2016 4ª giornata | Ufa | 1 – 3 referto | Terek Groznyj | Neftyanik Stadium |

| Groznyj 28 agosto 2016 5ª giornata | Terek Groznyj | 2 – 1 referto | Rostov | Achmat-Arena |

| Mosca 10 settembre 2016 6ª giornata | CSKA Mosca | 3 – 0 referto | Terek Groznyj | Arena CSKA |

| Groznyj 17 settembre 2016 7ª giornata | Terek Groznyj | 1 – 3 referto | Amkar Perm' | Achmat-Arena |

| Tula 25 settembre 2016 8ª giornata | Arsenal Tula | 0 – 0 referto | Terek Groznyj | Stadio Arsenal |

| Groznyj 1º ottobre 2016 9ª giornata | Terek Groznyj | 2 – 1 referto | Gazovik Orenburg | Achmat-Arena |

| Kaspijsk 17 ottobre 2016 10ª giornata | Anži | 0 – 0 referto | Terek Groznyj | Anži-Arena |

| Groznyj 22 ottobre 2016 11ª giornata | Terek Groznyj | 3 – 1 referto | Rubin | Achmat-Arena |

| Ekaterinburg 30 ottobre 2016 12ª giornata | Ural | 1 – 4 referto | Terek Groznyj | SKB-Bank Arena |

| Groznyj 6 novembre 2016 13ª giornata | Terek Groznyj | 2 – 1 referto | Zenit San Pietroburgo | Achmat-Arena |

| Groznyj 21 novembre 2016 14ª giornata | Terek Groznyj | 0 – 0 referto | Tom' Tomsk | Achmat-Arena |

| Groznyj 26 novembre 2016 15ª giornata | Terek Groznyj | 0 – 1 referto | Spartak Mosca | Achmat-Arena |

| Groznyj 1º dicembre 2016 16ª giornata | Terek Groznyj | 2 – 1 referto | Krasnodar | Achmat-Arena |

| Mosca 4 dicembre 2016 17ª giornata | Lokomotiv Mosca | 2 – 0 referto | Terek Groznyj | Stadio Lokomotiv |

| Groznyj 5 marzo 2017 18ª giornata | Terek Groznyj | 0 – 1 referto | Ufa | Achmat-Arena |

| Rostov sul Don 12 marzo 2017 19ª giornata | Rostov | 0 – 0 referto | Terek Groznyj | Stadio Olimp-2 |

| Groznyj 19 marzo 2017 20ª giornata | Terek Groznyj | 0 – 1 referto | CSKA Mosca | Achmat-Arena |

| Perm' 2 aprile 2017 21ª giornata | Amkar Perm' | 1 – 1 referto | Terek Groznyj | Stadio Zvezda |

| Groznyj 8 aprile 2017 22ª giornata | Terek Groznyj | 3 – 1 referto | Arsenal Tula | Achmat-Arena |

| Orenburg 16 aprile 2017 23ª giornata | Gazovik Orenburg | 2 – 1 referto | Terek Groznyj | Stadio Gazovik |

| Groznyj 22 aprile 2017 24ª giornata | Terek Groznyj | 0 – 1 referto | Anži | Achmat-Arena |

| Kazan' 26 aprile 2017 25ª giornata | Rubin | 0 – 1 referto | Terek Groznyj | Kazan Arena |

| Groznyj 29 aprile 2017 26ª giornata | Terek Groznyj | 5 – 2 referto | Ural | Achmat-Arena |

| San Pietroburgo 7 maggio 2017 27ª giornata | Zenit San Pietroburgo | 0 – 1 referto | Terek Groznyj | Stadio San Pietroburgo |

| Tomsk 14 maggio 2017 28ª giornata | Tom' Tomsk | 1 – 2 referto | Terek Groznyj | Trud Stadium |

| Mosca 17 maggio 2017 29ª giornata | Spartak Mosca | 3 – 0 referto | Terek Groznyj | Otkrytie Arena |

| Samara 21 maggio 2017 30ª giornata | Kryl'ja Sovetov Samara | 1 – 3 referto | Terek Groznyj | Stadio Metallurg (Samara) |

### Kubok Rossii
| Voronež 21 settembre 2016                    | Fakel Voronež        | 1 – 1 (d.t.s.) referto | Terek Groznyj | Central'nyj stadion profsojuzov |
| \| \| \| \| \| \| Tiri di rigore 3 – 5 \| \| |                      |                        |               |                                 |
|                                              |                      |                        |               |                                 |
|                                              | Tiri di rigore 3 – 5 |                        |               |                                 |

| Groznyj 26 ottobre 2016                      | Terek Groznyj        | 1 – 1 (d.t.s.) referto | Ufa | Achmat-Arena |
| \| \| \| \| \| \| Tiri di rigore 3 – 4 \| \| |                      |                        |     |              |
|                                              |                      |                        |     |              |
|                                              | Tiri di rigore 3 – 4 |                        |     |              |